# Phùng Diễm Quý
Nhu Huy Hoàng thái hậu (chữ Hán: 柔徽皇太后; 1444 - 1489), hay Thánh Tông Phùng hoàng hậu (聖宗馮皇后), là phi tần của Lê Thánh Tông, hoàng đế thứ năm của vương triều Hậu Lê nước Đại Việt.
Bà là mẹ của Kiến vương Lê Tân, người về sau được biết đến là Đức Tông Kiến hoàng đế (德宗建皇帝), cha ruột vua Lê Tương Dực, ông nội vua Lê Chiêu Tông và Lê Cung Hoàng. Vì lẽ đó, bà được các đời Tương Dực và Chiêu Tông truy tôn thụy hiệu là Hoàng hậu, dù thực tế bà chưa sinh ra vị Hoàng đế kế nhiệm nào hay được lập làm Hoàng hậu khi còn sống.

## Tiểu sử
Nhu Huy hoàng hậu tên thật là Phùng Diễm Quý (馮琰貴), lúc trước có tên là Thục Giang (淑江), người xã Mỹ Xá, huyện Ngự Thiên, trấn Sơn Nam (nay là Hưng Hà, Thái Bình ). Cha là Gián nghị đại phu thuộc Tả ty môn hạ sảnh tri Tây đạo quân dân ba tịch Phùng Văn Đạt (馮文達). Mẹ là Trần phu nhân, người xã Bất Quả, huyện La Giang, nay là huyện Đức Thọ, tỉnh Hà Tĩnh, con gái Trần Công Diễn, một tôn thất nhà Trần. Khi Thánh Tông còn là Bình Nguyên vương (平原王), Phùng thị đã theo hầu nơi tiềm để, rất được yêu quý.
Năm Quang Thuận thứ 2 (1461), tháng 7, ngày Mậu Dần, Phùng thị được phong làm Tu viên (修媛), bậc thứ 6 trong Cửu tần của triều đình. Năm 1467, bà sinh ra Kiến vương Lê Tân, rồi cùng năm, được phong làm Chiêu nghi, đứng đầu chức Tần.
Tháng 10, năm Hồng Đức thứ 20 (1489), Phùng Chiêu nghi có bệnh. Thánh Tông ân chuẩn cho ra phủ Kiến vương nghỉ dưỡng. Ngày 24 tháng 12 (tức ngày 14 tháng 1 dương lịch) cùng năm, bà qua đời, hưởng thọ 45 tuổi.
Khi Lê Tương Dực lên ngôi (1510), ông đã truy tôn bà là Nhu Huy Tích Quang hoàng thái hậu (柔徽積光皇太后). Sau đó, ông lại dâng hiệu là Nhu Huy Tích Quang Thuần Thánh Khâm Thận Ôn Mục Gia Hòa Lương Tín Đôn Thục Trinh Hiến Chương Phúc Hoàng thái hậu (柔徽積光純聖欽慎溫穆嘉和良信敦淑貞憲彰福皇太后), thờ phụng tại Thái miếu.